# Милан Станисављевић
Милан Станисављевић (Јабучјe код Лајковца, 15. јануара 1944) српски је вајар наивне уметности.

## Биографија
Живи и ради у Београду. Вајарством се бави од 1960, а излаже од 1964. са својим оцем, такође вајаром и са Иваном Табаковићем, значајним уметником тадашње ликовне сцене, који је први у делима Станисављевића, оца и сина, Драгише и Милана препознао дела будућих великих уметника. Пресељењем у Београд 1974. Милан Станисављевић почиње професионално да се бави вајарством. Скулптуре ради у црној храстовини, коју вади из тресишта корита реке Колубаре. Насупрот оцу, Милан је маштар, визионар богат побудама. За своје идеје користи велике површине дрвета, стварајући монументалне стубове. Најрепрезентативније су његове слободне скулптуре, великих димензија, често ажурно дуборезбарене.
До сада је имао велики број самосталних изложби.